# Щапов, Афанасий Прокофьевич
Афана́сий Проко́пьевич Ща́пов (5 (17) октября 1831, Анга — 27 февраля (10 марта) 1876, Иркутск) — русский историк, этнограф и антрополог, публицист. Специалист по истории раскола Русской церкви.

## Биография
Родился в семье русского сельского пономаря и бурятской или тунгусской крестьянки, имел двух братьев и двух сестёр.
В 1841 году поступил казённокоштным в Иркутское уездное духовно-приходское училище. В 1846 году за успехи в учёбе был переведён в Иркутскую духовную семинарию. В 1852 году окончил семинарию и поступил казённокоштным в Казанскую духовную академию. Принимал участие в описи собрания рукописей Соловецкого монастыря, переданных в академию из-за угрозы занятия монастыря английским десантом в ходе Крымской войны. Был также активным участником местного сибирского землячества, в которое в разное время входили Д. Ф. Гусев, Г. З. Елисеев, А. Н. Балакшин, А. Х. Христофоров, И. Я. Орлов, С. С. Шашков, И. А. Худяков, А. А. Бирюков, Н. Н. Булич, С. Я. Капустин, Д. Л. Кузнецов и др. лица, общим числом до 28 чел. Большое влияние на него оказали профессора A. A. Бобровников, А. И. Беневоленский, Д. Ф. Гусев, а также историк И. Д. Беляев и юрист В. Н. Лешков (в частности, его работа «Русский народ и государство»).

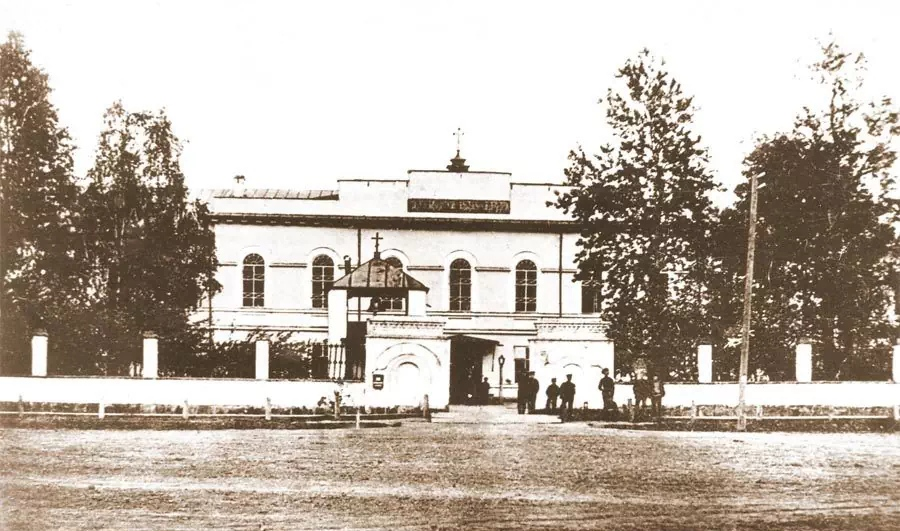
Здание Иркутской духовной семинарии

В 1857 году окончил академию, по предложению архиепископа Казанского Григория (Постникова) защитив магистерскую диссертацию на тему «Русский раскол старообрядчества, рассматриваемый в связи с внутренним состоянием русской церкви и гражданственности в XVII веке и в первой половине XVIII века. Опыт исторического исследования о причинах происхождения и распространения русского раскола». Был оставлен при академии в качестве адъюнкт-профессора, в 1859 году стал читать курс лекций по церковной истории. В 1861 году по приглашению профессора Попова стал профессором кафедры русской истории Императорского Казанского университета, читал курсы лекций «Об истории колонизации великорусского племени», «О славяно-русских религиозных верованиях» и «О внутренней истории XVIII века». В это же время заражается сифилисом.
16 апреля 1861 года присутствовал на панихиде по крестьянам села Бездна, убитых во время волнений, вызванных отменой крепостного права, а также произнёс речь в их память, в корой были в том числе такие слова: «Други, за народ убитые! Земля, которую вы возделывали, плодами которой питали нас, которую теперь желали приобрести в собственность и которая приняла вас мучениками в свои недра, — эта земля воззовет народ к восстанию и свободе… Да здравствует демократическая конституция!».
За это Щапов был арестован и доставлен в III отделение Собственной Его Императорского Величества канцелярии (согласно другим сведениям, по совету П. П. Вяземского поехал в Санкт-Петербург по своей воле, чтобы дать объяснения по поводу произошедшего). Находясь под следствием, писал обращения к императору Александру II, содержащие программу реформ земств. Они привлекли внимание министра внутренних дел П. А. Валуева, который поручился за Щапова: приговор Святейшего правительствующего синода о ссылке в Соловецкий монастырь был отменён, и Щапов стал чиновником Министерства внутренних дел, где занимался делами раскола, однако нерегулярно посещал службу и вскоре был уволен. Отныне Щапов не имел права заниматься преподавательской деятельностью, поэтому он стал заниматься журналистикой: при поддержке Г. З. Елисеева и В. И. Григоровича начать публиковаться, в частности, в журналах «Отечественные записки», «Дело», «Век» и других.
В 1862 году был арестован по делу «лондонских пропагандистов» (А. И. Герцена, Н. П. Огарёва, М. А. Бакунина и других). Он был признан невиновным, однако арест пошатнул его положение. В 1863 г. Щапов женился на Ольге Жемчужниковой, также неудачно пытался побороть хронический алкоголизм. Громкие скандалы и прогулы привели в итоге к высылке в Иркутск на поселение в административном порядке вместе с супругой. Там Щапов продолжил заниматься журналистикой (принимал участие в издании газеты «Сибирь»), читал публичные лекции и стал членом правления Сибирского отдела Императорского русского географического общества.
В 1865 году был арестован и доставлен в Омскую тюрьму по делу «Общества независимости Сибири» за своё стихотворение 1861 года:
Услышь хоть ты, страна родная,
Страна невольного изгнанья,
Сибирь, родная, золотая,
Услышь ты узника воззванье!
Пора провинциям вставать,
Оковы, цепи вековые
Централизации свергать,
Сзывать Советы областные.
Полиция увидела призыв к сепаратизму. Щапов прокомментировал это так: «Все мои стихи были писаны на эту тему. Земских собраний я желал и для России, и для Сибири. Об них я писал Государю Императору в III Отделении в особой записке. О них я писал в журналах». Как и в предыдущем случае, он был признан невиновным.
В 1866 году Щаповы совместно с географом А. И. Лопатиным, топографом И. Е. Андреевым, метеорологом Ф. П. Мерло и фотографом П. А. Лопатиным приняли участие в экспедиции в Туруханский край, где занимались описанием быта «бродячего населения берегов Енисея», состоящего из остяков, самоедов, тунгусов, долган и других. В 1874 году Щапов по собственной инициативе отправился в Верхоленский и Балаганский уезды Иркутской губернии для изучения русского населения.

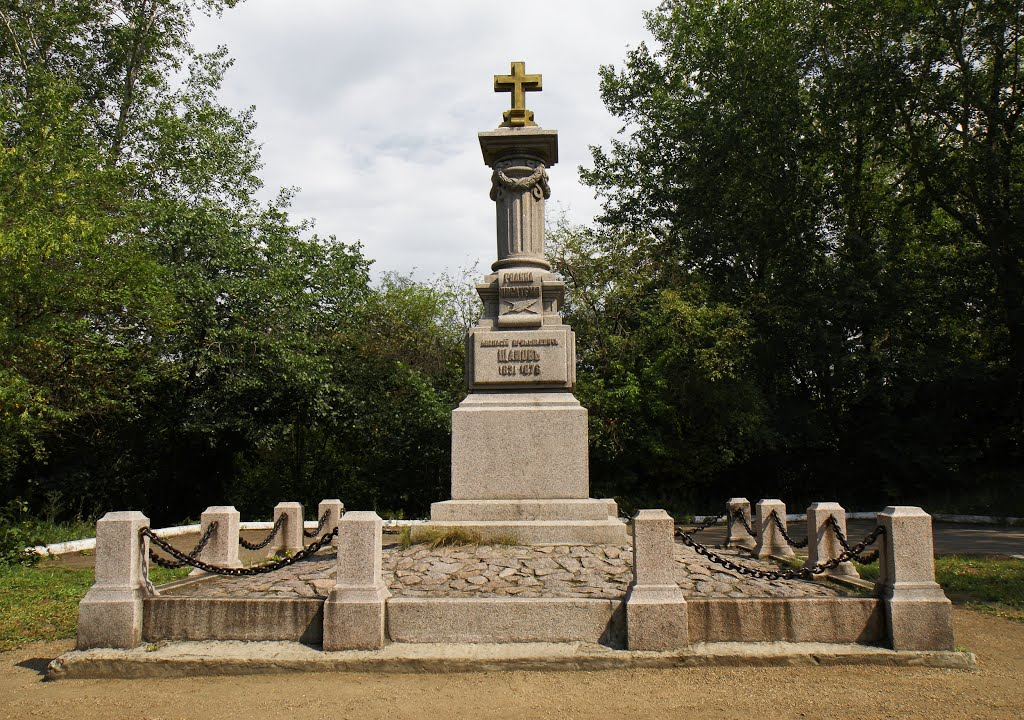
Могила А. П. Щапова

В то же время сифилис прогрессировал, Щапов продолжал много пить. В 1872 году в связи с болезнью его жена уволилась из женской гимназии, что серьёзно усугубило материальное положение семьи. В 1874 году жена Щапова умерла. 27 февраля 1876 года Щапов умер от чахотки и был похоронен рядом с женой на Знаменском кладбище в Иркутске. На его могиле был установлен памятник со словами: «Родина — писателю». В настоящее время могила Щапова является памятником истории федерального значения.

### Семья
Жена — Ольга Ивановна Жемчужникова (?—1874), учитель. Детей в браке не было.

## Научная и публицистическая деятельность
Первая статья Щапова была опубликована в 1857 году в журнале Казанской духовной академии «Православный собеседник». Его статьи 1857—1862 годов характеризовались в дореволюционном Русском биографическом словаре как «клерикальные по содержанию, уснащенные патриотизмом в духе Карамзина, довольно бедные по содержанию и бледные по форме», которые «не имеют какого-либо самостоятельного значения, а с методологической стороны являются даже отрицательными величинами, так как автор свои заключения не выводит объективно из фактов, а наоборот — последние подгоняет и подбирает под заранее выставленные положения. <…> Заметна свежесть некоторых доводов и иллюстраций, но всё миросозерцание автора не более как шаблон, обязательный для студента духовной академии».
В то же время опубликованная отдельным изданием в 1859 году магистерская диссертация Щапова, несмотря на предвзятость автора, заняла важное место в историографии раскола, так как стала первой работой, в которой раскол рассматривался не как примитивное «обрядовое несогласие с православной церковью», а как сложное явление, имеющее глубокие социальные, политические и экономические причины возникновения и условия распространения. Концепция работы опиралась на философию Г. В. Ф. Гегеля и рассматривала раскол как противостояние архаических (патриархальных) и модернистских, связанных с государством и официальной церковью, тенденций. Данная работа Щапова была хорошо воспринята историками, в частности, С. М. Соловьёвым и К. Н. Бестужевым-Рюминым.
В 1861 году Щапов, под воздействием славянофильства, прежде всего сочинений В. А. Черкасского, стал разрабатывать земско-областную (общинно-колонизационную) теорию, согласно которой «областность — коренное начало народного историко-географического самоопределения и местно-общинного саморазвития», а возникшая в XVII веке как итог Смутного времени форма губерний и провинций, которые не имеют органов самоуправления и подчиняются столице, является искусственной. В то же время похожие федералистские идеи излагал историк Н. И. Костомаров, однако они носили менее научный и более публицистический характер, а также базировались не на национальном признаке, а на региональных различиях в природно-климатических условиях заселяемых территорий. Исходя их этой теории, Щапов предлагал принять в России через созыв Земского Собора конституцию, которая предоставляла бы областям (в частности, Польше, Украине, Великороссии и Сибири) широкую автономию, вводила бы демократическое самоуправление на всех уровнях власти, а также гарантировала бы социальные права и гражданские свободы. Эта теория Щапова оказала большое влияние на сибирских областников, в частности, Н. М. Ядринцева и Г. Н. Потанина, а также других революционных демократов, бывших сторонниками федерализма.
Однако уже в 1863 году Щапов обратился к новой, социально-антропологической теории, в основе которой лежало положение о том, что главным фактором социального развития является развитие естественных. Так, он критиковал представителей историко-юридической школы, таких как К. Д. Кавелин, Н. В. Калачов, И. Д. Беляев, Б. Н. Чичерин, а также экономическую теорию Н. Г. Чернышевского, которая, несмотря на многочисленные достоинства, «не может разрешить вопроса жизни и развития человеческих обществ». В этот период большое влияние на Щапова оказали Д. И. Писарев и Г. Т. Бокль. Новая теория Щапова вызвала в основном негативную критику со стороны как историков, так и публицистов: его работы этого периода характеризовались как «растянутые, однообразные, изобилующие повторениями, скучные», также отмечалась слабая естественно-научная база Щапова, не имевшего образования в этой сфере. Вообще, одной из основных особенностей Щапова как историка была «склонность вносить публицистическое в само содержание, в исходную идею своих исторических трудов». Это приводило к многочисленным внутренним противоречиям в его работах.
В ссылке (с 1864 г.) взгляды Щапова эволюционировали к народничеству. Будущее Сибири, в том числе коренных малых народов, он связывал с общиной, артелями, кооперацией и кустарным производством, что должно было развить производительные силы в регионе. Щапов первым обосновал особенность Сибири в природно-климатическом, этнографическом, географическом и колонизационном аспектах. Он также указывал на формирование «сибирской народности» как нового славянского этноса, для которого характерны стремление к материальному благополучию, поощрявшему в людях любознательность и интерес к различным бытовым нововведениям.

## Память
- 19 августа 1886 — памятник на могиле Щапова, установленный на пожертвования жителей города при поддержке городского головы В. П. Сукачёва. Архитектор — Г. В. Розен. В 1998 году памятник был отреставрирован.
- 1931 — юбилейный вечер, проведённый историками М. А. Гудошниковым и Ф. А. Кудрявцевым в Иркутске к 100-летию Щапова, на котором был впервые поднят вопрос о создании музея Щапова.
- 1996—2010 — всероссийская конференция «Щаповские чтения».
- 10 октября 2001 — памятная доска, установленная на здании бывшей духовной семинарии к 170-летию Щапова. Прежде на этом месте находилась другая памятная доска, посвящённая Щапову, но она была утрачена[21].
- Улицы имени Щапова в Иркутске и Казани.